# 財務総合政策研究所
財務総合政策研究所（ざいむそうごうせいさくけんきゅうじょ、英: Policy Research Institute, Ministry of Finance）は、日本のシンクタンク、財務省の施設等機関。略称は財務総研、財総研。
1985年に財務研修所と大蔵省大臣官房調査企画課財政金融研究室及び資料統計管理官室を改組する形で財政金融研究所として発足した。2000年に、現在の名称に改称。

## 沿革
- 1961年（昭和36年）11月：財務研修所が創設
- 1979年（昭和54年）7月：大蔵省大臣官房調査企画課に財政金融研究室設置
- 1985年（昭和60年）5月：大蔵省の施設等機関として財政金融研究所が発足。財務研修所は財政金融研究所研修部となる[1]。
- 1990年（平成2年）7月：調査統計部設置
- 1992年（平成4年）7月：研究部に国際交流室設置
- 2000年（平成12年）7月：財務総合政策研究所へ機構改正
- 2001年（平成13年）1月：中央省庁再編に伴い、財務省の施設等機関となる
- 2017年（平成29年）6月：研修部が新宿区市谷本村町から西ケ原研修合同庁舎に移転[1]

## 組織

### 内部組織
- 所長
  - 北海道研修支所、東北研修支所、関東研修支所、北陸研修支所、東海研修支所、近畿研修支所、
中国研修支所、四国研修支所、北九州研修支所、南九州研修支所、沖縄研修支所
- 副所長
- 研究総務官
  - 総務研究部
    - 総務課
    - 国際交流課
      - 国際交流専門官

    - 総括主任研究官（3人以内）
    - 主任研究官（6人以内）

  - 資料情報部
    - 総括主任調査官
    - 主任調査官（3人以内）

  - 調査統計部
    - 調査統計課
    - 電子計算システム課
      - 電算機専門官

  - 研修部
    - 企画課
    - 教務課
- 顧問（非常勤）

### 研究官等
- 所長（President）
- 副所長（Executive Vice President）
- 副所長（Vice President）
- 総務研究部長（Director-General of the Research and Co-ordination Department）
- 財政経済計量分析室長（Director, Office of Econometric Analysis for Fiscal and Economic Policy）
- 総括主任研究官（Chief Economist）
- 主任研究官（Senior Economist）
- 研究官（Economist）

### 特別研究官
財務総合政策研究所では、重要な専門的事項についての調査及び研究に参画させるため、大学又は大学院に所属している研究者に、特別研究官を委嘱している。
| - 赤井伸郎 - 麻生良文 - 荒巻健二 - 池尾和人 - 井堀利宏 - 祝迫得夫 - 岩壷健太郎 - 大久保和正 - 小川英治 | - 柏木茂雄 - 河合正弘 - 川出真清 - 北村歳治 - 北村行伸 - 金京拓司 - 國枝繁樹 - 小林航 | - 近藤春生 - 柴田善雅 - 清水順子 - 杉本和行 - 竹森俊平 - 田近栄治 - 津田廣喜 - 土居丈朗 | - 冨田俊基 - 中田真佐男 - 中東雅樹 - 西口敏宏 - 畑農鋭矢 - 林正義 - 樋口美雄 - 別所俊一郎 | - 松本和幸 - 森信茂樹 - 八塩裕之 - 横山彰 - 吉川洋 - 吉田和男 - 吉野直行 - 渡辺智之 |